# 林姵君
林姵君（英語：Yogurt Lin，1989年10月10日—），為台灣女藝人、主持人、歌手，藝名優格、DoReMi姐姐，舊藝名優格姐姐。小芙尼家族成員及創辦人。因出道時是MOMO親子台旗下兒童節目主持人及MOMO家族的成員，並取藝名「優格姐姐」而有「兒童台最正姐姐」之稱，2019年與MOMO親子台合約到期後，改藝名為DoReMi姐姐。擅長烏克麗麗、跳舞，活躍於電視、網路直播平台Twitch等。

## 演藝生涯
2012年在MOMO親子台出道擔任優格姐姐，2016年與實況主Xargon結婚。
2019年5月在臉書宣布，與MOMO親子台7年的合約結束，因優格姐姐這個名稱為經紀公司註冊商標，故改名為DoReMi姐姐 。
2019年10月10日以新身份發表首支創作單曲《小芙尼之歌》，並邀請小熊姐姐、洗菜姐姐、牛牛哥哥出演MV，同時宣布成立小芙尼家族，以公益的角度出發來陪伴孩子成長。

## 主持經歷

### 電視節目
- 2014 - Momo玩玩樂
- 2016 - 小手WuLaLa
- 2017 - 寶貝生活日記
- 2017 - 黏土派對
- 2018 - Momo小玩家
- 2019 - Pinbu Pinbu

### 網路節目
- 2019 - 阿宅fun瘋趣(第一季、第二季)（搭擋：Xargon）

## 音樂作品

### MOMO家族
- MOMO歡樂谷6 （2012年12月27日發行）- 歡樂谷的音樂魔法
- MOMO歡樂谷7 （2013年12月31日發行）- 歡樂谷的閃亮新世界
- MOMO歡樂谷8 （2014年12月9日發行）- MOMO飛到歡樂谷
- MOMO歡樂谷9 （2015年12月2日發行）- 歡樂谷的快樂萬花筒
- MOMO歡樂谷10（2017年1月18日發行）- 歡樂谷之夢想出發
- MOMO歡樂谷12（2019年1月18日發行）- 歡樂谷的快樂藏寶圖

### 小芙尼FoonieFamily
| 歌名       | 作詞                | 作曲              | 首播日期       | 附註                                            |
| ---------- | ------------------- | ----------------- | -------------- | ----------------------------------------------- |
| 小芙尼之歌 | DoReMi姐姐 優妹玫君 | 智揚              | 2019年10月10日 | DoReMi 姐姐 ─ 小芙尼之歌 （页面存档备份，存于） |
| 數星星     | 孟慶而 Cheer Mon    | 孟慶而 Cheer Mon  | 2020年3月20日  |                                                 |
| 迎媽祖     | 七弦、萊拉姐姐      | 傲嬌栗子 極栗音樂 | 2025年6月24日  |                                                 |

## 廣告
- 2014 - 檸檬哥哥、優格姐姐 我家不吸菸CF （页面存档备份，存于）
- 2015 - 檸檬哥哥、優格姐姐 防疫12招CF （页面存档备份，存于）
- 2019 - DoReMi姐姐-高樂氏殺菌證人 高樂氏
- 2019 - 優格-台新街口聯名卡 我的生活94HOT |街口聯名卡
- 2020 - DoReMi姐姐-Jordan兒童牙刷 So shining MV[7]

## 代言
- 2014 - 台灣烏克麗麗

## 活動
- 2019 - LLB挑戰者盃身障兒童公益棒球賽 開場嘉賓
- 2019 - 板信商銀_忠義基金會與您藝童相信愛耶誕市集 愛心大使

## 專訪報導
- 雅虎奇摩名人娛樂. . 名人娛樂. 2015-04-06  [2021-12-30]. （原始内容存档于2019-09-24）.

- Panda. . 4GAMERS. 2016-07-23  [2019-05-05]. （原始内容存档于2019-09-15）.

- 薛羽彤. . NOWnews今日新聞. 2019-10-14  [2019-10-14]. （原始内容存档于2019-10-14）.

- 黃韻文. . 蘋果日報. 2019-12-28.

## 外部連結
- 優格 - Doremi姐姐的Facebook專頁
- 優格 伊布媽咪instagram專頁
- 林優格YouTube頻道
- 林優格Twitch （页面存档备份，存于）實況網址